# Maria Dorothea af Württemberg
Maria Dorothea, prinsesse af Württemberg (fuldstændigt navn: Maria Dorothea Luise Wilhelmine Karoline von Württemberg (født 1. november 1797 i Carlsruhe (Pokój), Schlesien, død 30. marts 1855 i Budapest, Ungarn) blev gennem sit ægteskab ærkehertuginde af Østrig og vicedronning af Ungarn.

## Forældre
Maria Dorotea af Württemberg var datter af Ludvig, prins af Württemberg og Henriette af Nassau-Weilburg).
Henriette af Nassau-Weilburg var datter af fyrste Karl Christian af Nassau-Weilburg og prinsesse Caroline af Oranje-Nassau-Dietz.
Caroline af Oranje-Nassau-Dietz var datter af arvestatholder Vilhelm 4. af Oranien og Anne, Princess Royal og prinsesse af Oranje (datter af Georg 2. af Storbritannien).

## Ægteskab
Maria Dorotea af Württemberg var gift med Josef af Østrig, der var vicekonge (Palatin) af Ungarn fra 1796 til 1846.

## Børn
1. Fransisca Marie Elisabeth af Østrig (født og død 1820)
2. Alexander af Østrig (1825-1837)
3. Elisabeth Fransisca Maria af Østrig (1831-1903), gift med 1) Ferdinand af Østrig-Este 2) Karl Ferdinand af Østrig-Teschen (1818-1874)
4. Josef Karl af Østrig (1833-1905), gift med Clotilde af Sachsen-Coburg-Gotha
5. Marie Henriette af Østrig (1836-1902), gift med Leopold 2. af Belgien